# Kungens kurvas kontors- och industriområde

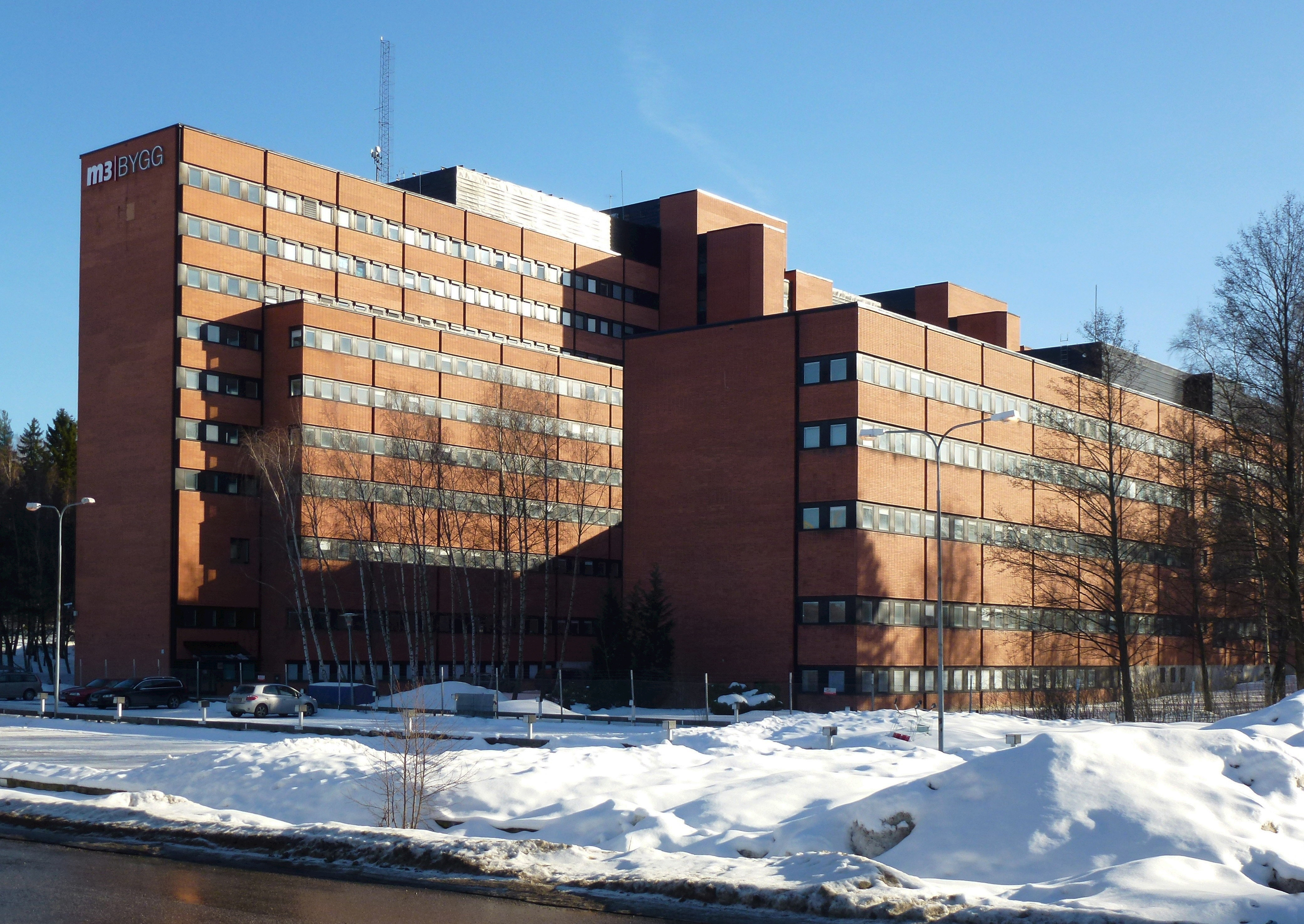
Före detta LM Ericsson-byggnaden, Kungens kurva, februari 2013.

Kungens kurvas kontors- och industriområde ligger i kommundelen Kungens kurva i Huddinge kommun, Stockholms län. Arbetsområdet finns söder om Kungens kurvas handelsområde och bebyggdes huvudsakligen på 1980-talet. Det finns planer på att låta sammanväxa båda delarna genom ett nytt kontors- och bostadsområde. Meningen är enligt kommunen "att få en attraktiv blandning av handel, arbete, bostäder, kultur och rekreation".

## Beskrivning

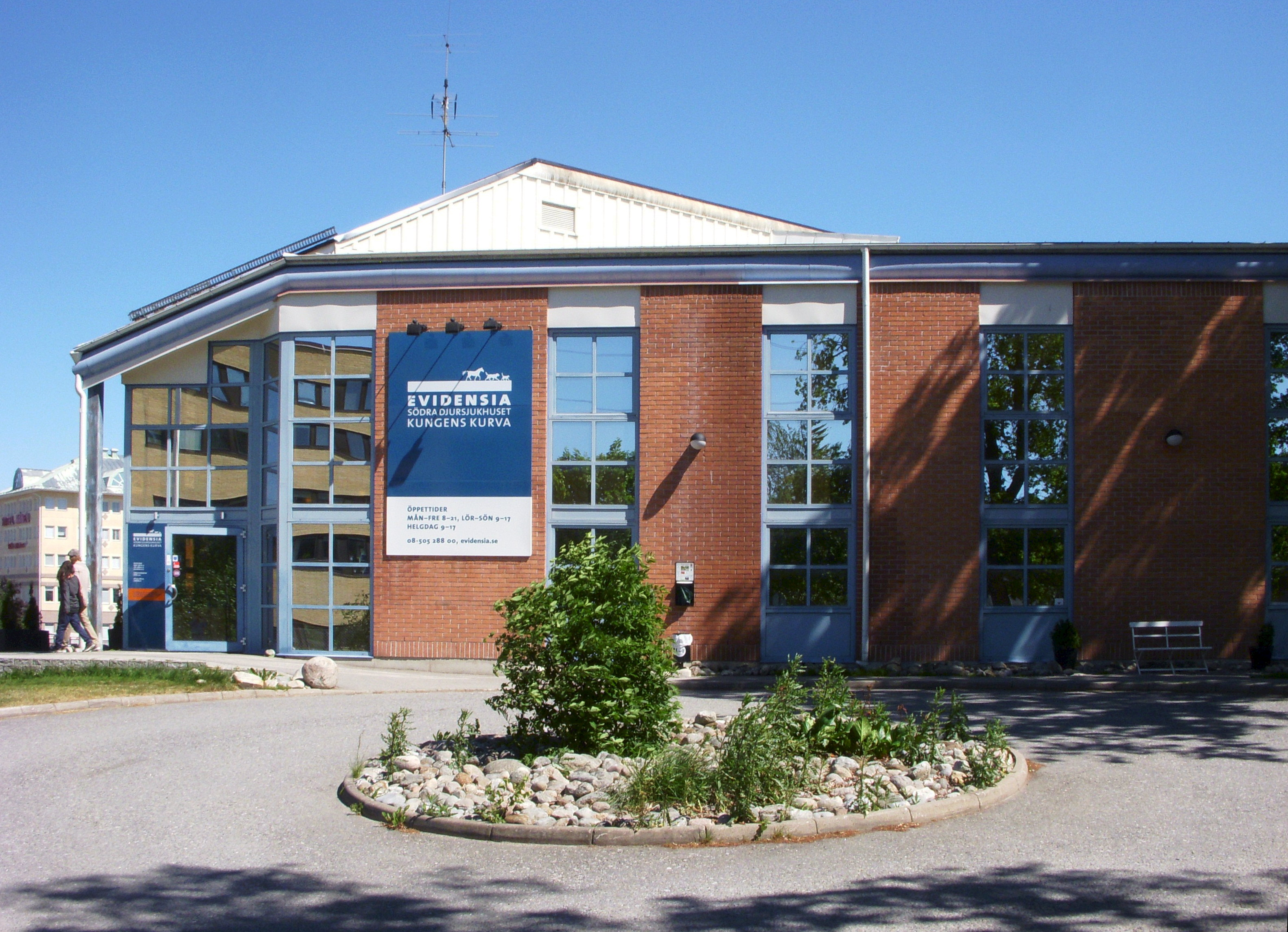
Södra djursjukhuset, Månskärsvägen 13.

Kungens kurva består av två områden, ett äldre nordöstra som är själva handelsplatsen och ett nyare sydvästra som avsattes av kommunen för kontor och lätt industri. Båda områdena avskiljs genom ett skogsparti. Mot söder begränsas hela området av Kungens kurvaleden och samt Gömmarens naturreservat och mot väster av motorvägen E4/E20 (Södertäljevägen). Centralt genom området sträcker sig Månskärsvägen vars namn har inget att göra med en månskära utan är en förvrängning av namnet Måns kierr, ett torp som fanns här och som låg under godset Vårby gård.
Den första stadsplanen för Kungens kurvas handelsområde fastställdes i början av 1960-talet när Ikea Kungens kurva etablerade sig här. Den första detaljplanen för Kungens kurvas kontors- och industriområde vann laga kraft i början av 1980-talet. Sedan dess har flera nya detaljplaner tillkommit, de senaste upprättades 1991 och 1995. De kommer att uppföljas av ytterligare detaljplaner som har till syfte att möjliggöra Kungens kurvas framtida utveckling.
Kvarteren i hela Kungens kurva är uppkallade efter geometriska begrepp, som Kvadraten, Rektangeln, Sekanten, Pyramiden, Segmentet, Linjen, Polygonen och Diametern. Namngivningen i den kategorin började i handelsområdet med kvarteret Kurvan som är namnet på Ikeas fastighet och Radien som är Scandic-hotellet (före detta Esso Motorhotell).

## Bebyggelsen (urval)

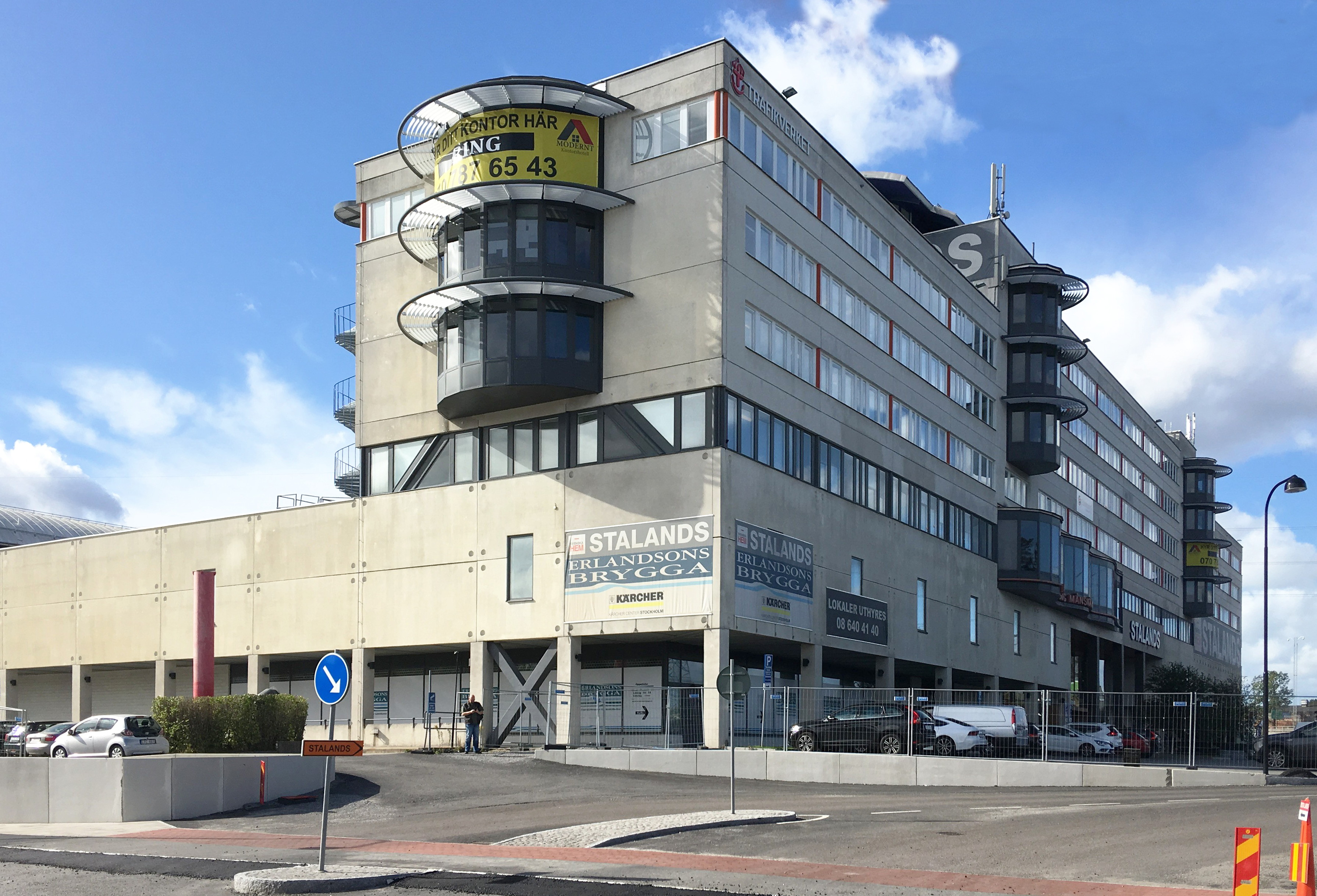
Före detta Asko-huset, 2018.

- Bland de första kontors- och industrihusen som uppfördes i Kungens kurvas industriområde var LM Ericsson-byggnaden i kvarteret Diametern. Anläggningen byggdes 1975–1977 efter ritningar av Berg Arkitektkontor.[1]
- Längre västerut och bakom ett bergigt skogsparti lät Asko Möbler 1992 uppföra sitt stora möbelvaruhus i kvarteret Sekanten vid Månskärsvägen 10. Arkitekt var HJS Arkitektkontor. Idag har Stalands möbler en filial här.[2]
- I kvarter Sekanten, vid Pyramidbacken 6, byggde Terco Elektronik sitt kontors- och industrihus som stod färdigt 1985 och ritades av Finn Nilson arkitekter.
- I kvarteret Rektangeln vid Pyramidbacken 4 byggdes 1986 kontorshus med laboratorier för Nordvacc efter ritningar av arkitekt BLP Arkitektkontor. Sedan 2004 har Södra djursjukhuset sin verksamhet här.[3]
- Fastigheten Rektangeln 1 är ett kontors- och affärshus från 1989 där bland annat Hotell Månen håller hus. Arkitekt var Flensborns Arkitektkontor från Huskvarna. [4]
- Fastigheten Segmentet 1, bebyggdes 1986 efter ritningar av Mergon Arkitekter, var från början ett tryckeri för Åhlén & Åkerlund, sedan filmateljéer för SF Studios och idag har olika företag sin verksamhet här, bland annat K-Rautas byggmarknad.[5]
- Längst i sydväst i kvarteret Linjen byggde Scania 1994 sitt lastvagnscentrum som ritades av Sten Ericsson Arkitektkontor från Göteborg.[6]
- I gränsområdet mellan handels- och arbetsområdet märks Heron City i kvarteret Kvadraten som ritades 1998 av Claes Dahlgren arkitektkontor och öppnade i februari 2001.[7]

## Bilder

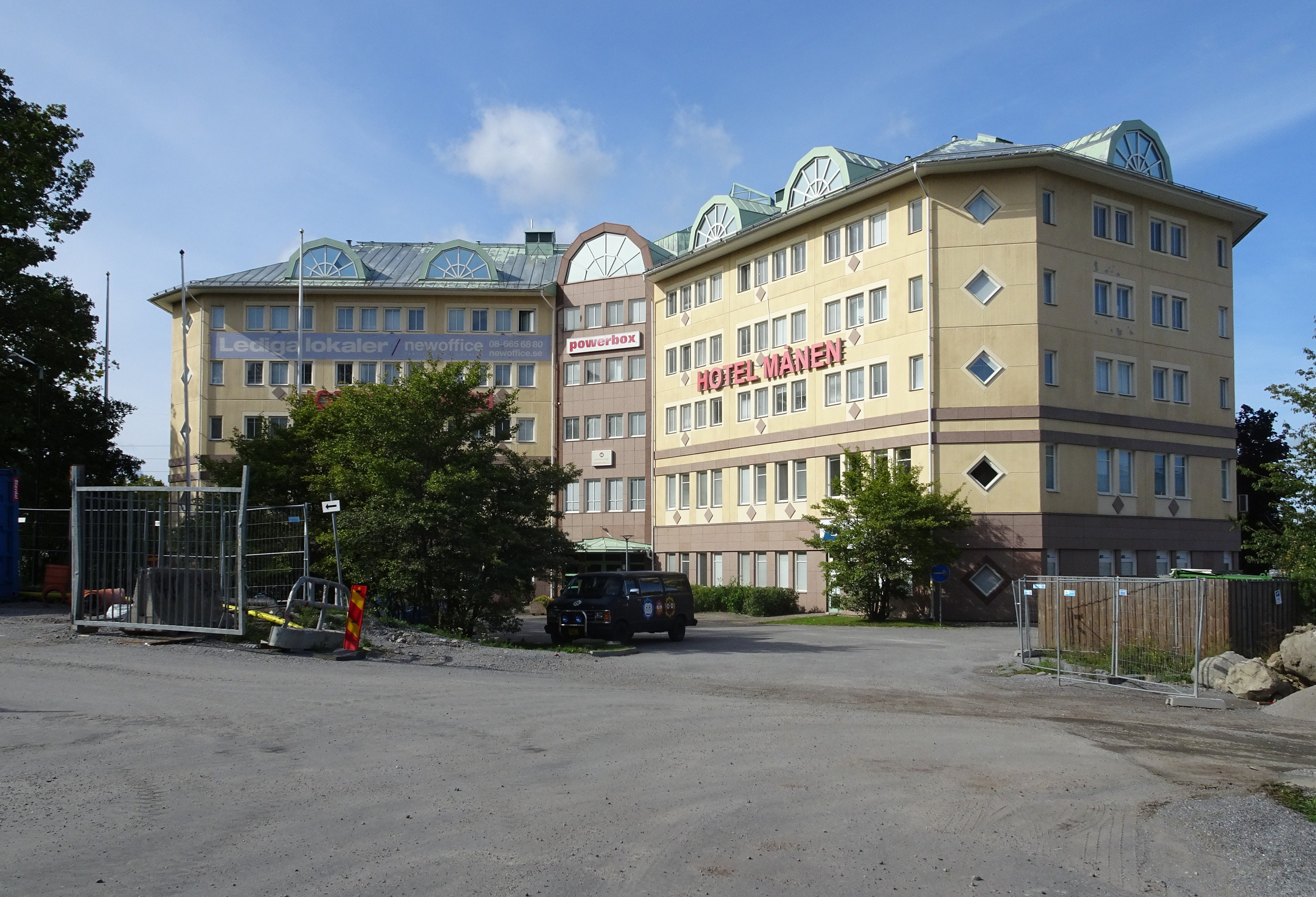
Kv. Rektangeln (Hotell Månen).
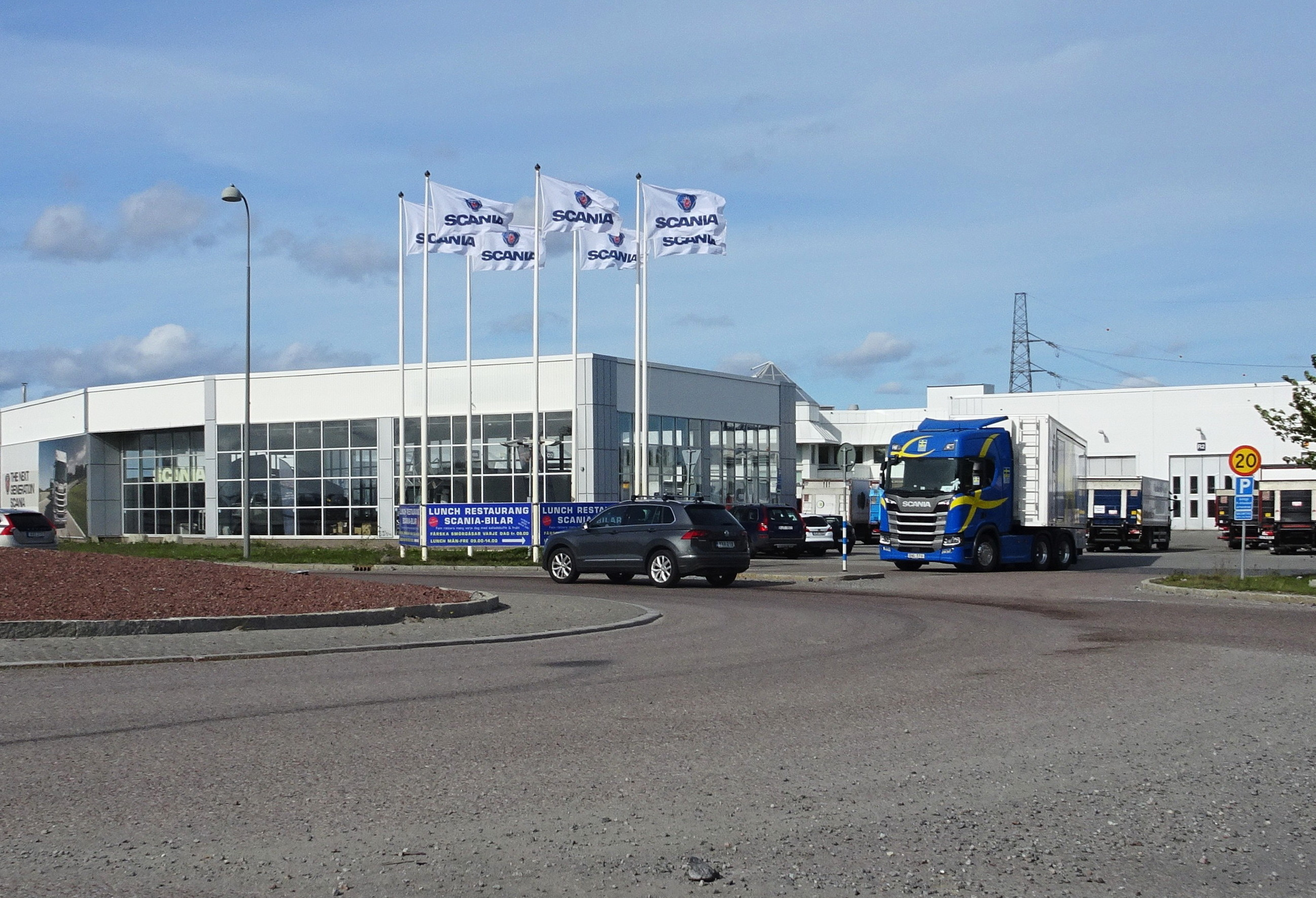
Kv. Linjen (Scanias lastvagnscentrum).
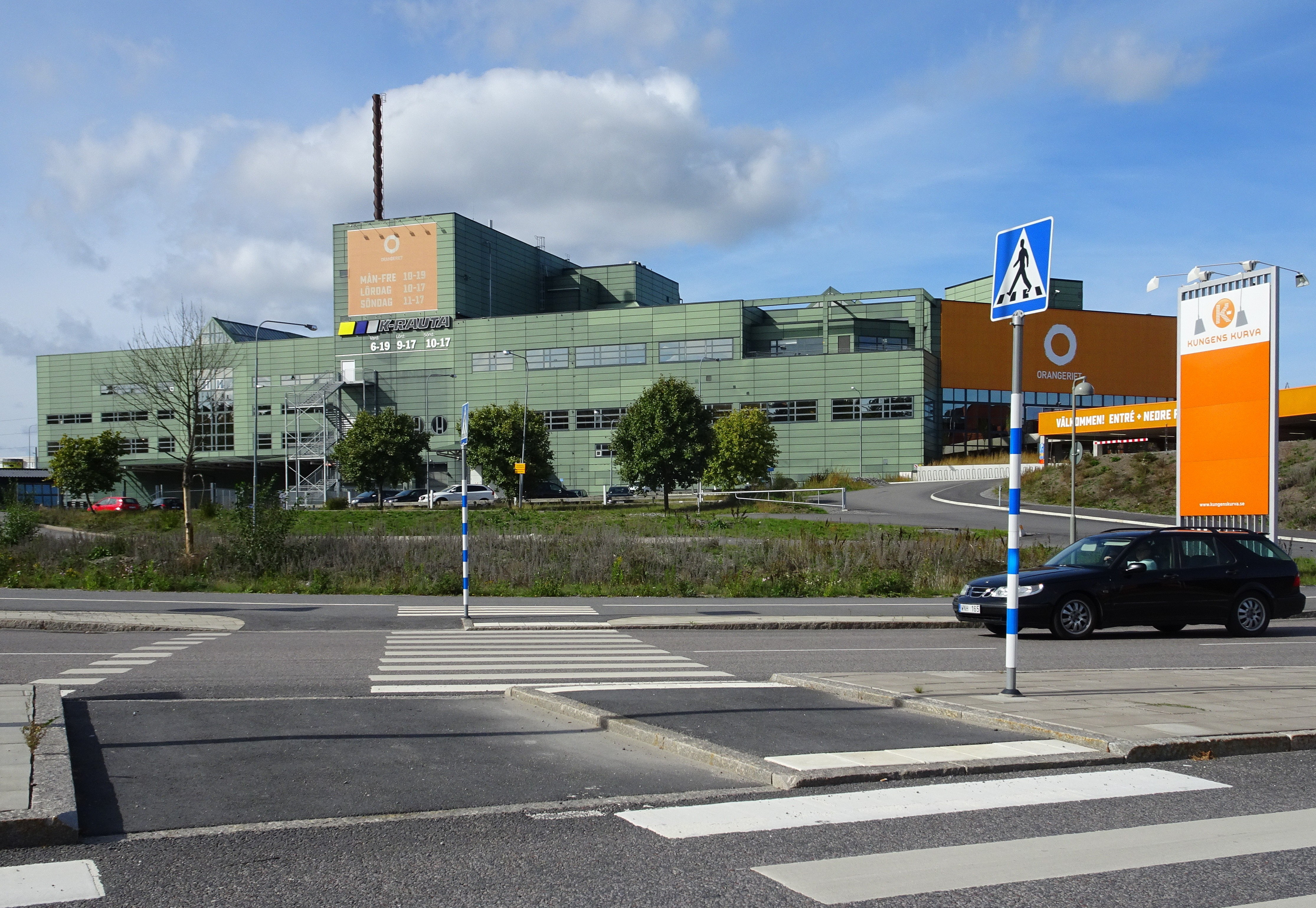
Kv. Segmentet (K-Rautas byggmarknad).
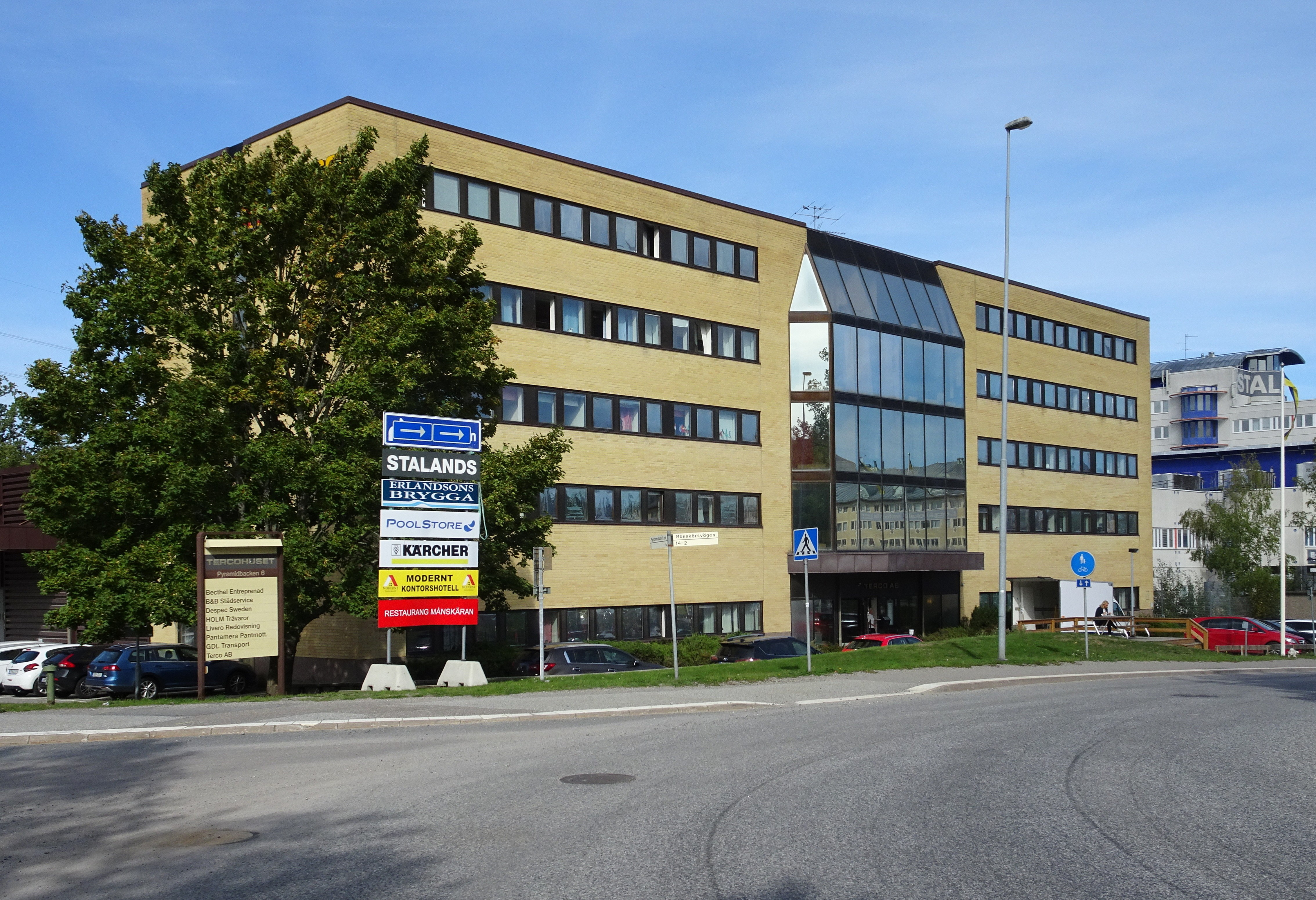
Kv. Sekanten (Terco Elektronik).

## Framtidsplanering
Kungens kurvas handelsplats och industriområde kommer i framtiden att växa ihop och blandas upp med bostadsbebyggelse för upp till 4 000 lägenheter inklusive skola, förskola och lekplatser. För det projektet tas skogsområdet öster om Ericsson-huset i anspråk (fastigheten Diametern). Fastighetsägaren KF Fastigheter, som för närvarande (2018) planerar en ny stadsdel här, har för avsikt att riva före detta Ericsson-huset. För första etappen beräknas inflyttning kunna ske 2021.
Skogsområdet mellan Heron City och före detta Asko-huset (fastigheten Kvadraten 3) skall omvandlas till kontor, småindustri och hotell. För att öka tillgängligheten kommer en ny trafikplats ”Lindvreten norra” med den nya Videgårdsvägen att sammanknyta Södertäljevägen med Skärholmsvägen i norr samt Månskärsvägen och Kungens kurvaleden i söder. Dessutom  bygger kommunen om Kungens kurvaleden till fyra körfält och rustar upp Månskärsvägen med busskörfält. Invigningen är beräknat till 2019.